# Ian O'Leary
Ian Joseph O'Leary (Woodland, 20 ottobre 1986) è un ex cestista statunitense con cittadinanza irlandese, professionista in Spagna.

## Palmarès
- LEB Plata MVP: 1

Oviedo: 2010-11